# (8653) 1990 KE
A (8653) 1990 KE a Naprendszer kisbolygóövében található aszteroida. Robert H. McNaught fedezte fel 1990. május 20-án.